# Amethistcantharel
De amethistcantharel (Cantharellus amethysteus) is een paddenstoel uit de familie Hydnaceae. De soort komt voor in loofbossen en naaldbossen op voedselarme gronden.

## Kenmerken

### Uiterlijke kenmerken
Hoed
De hoed is trechtervormig en heeft een diameter van tussen de 3 en de 10 centimeter. De hoed heeft een gelige kleur met soms een lila waas. De rand van de hoed is gegolfd.
Steel
De steel is tussen de 3 en 8 centimeter lang en loopt versmald af richting de ondergrond. De steel heeft een gele kleur en het vlees van de steel is tevens geel gekleurd en heeft een vezelige structuur.
Lijsten
De lijsten zijn adervormig en hebben tevens een gele kleur.
Smaak
De paddenstoel heeft een peperachtige smaak en is eetbaar.
Sporenprint
De sporee is geel okerkleurig.

### Microscopische kenmerken
De sporen zijn elliptisch, inamyloïde en meten 8–10 × 4,5–6 micrometer.

## Ecologie
De amethistcantharel is een kalkhoudende soort in zure beuken-, sparren-, dennen- en sparrenbossen. Hij groeit op verse, duidelijk alkalische en voedselarme ruwe, ranker, zanderige en leemachtige grond op silicaatgesteente en zandsteen. In vergelijking met de cantharel wordt de schimmel nauwer geassocieerd met ondiepe gebieden, zoals bospaden en taluds met weinig begroeiing. 
Hij maakt vruchtlichamen van juli tot augustus. Geïsoleerde vondsten kunnen ook al in juni of september worden gedaan

## Verspreiding
De amethistcantharel is een Europese soort en komt voor in Frankrijk, Zuid-Duitsland en de Alpen. In Nederland komt hij uiterst zeldzaam voor. Hij staat op de rode lijst in de categorie 'Gevoelig'.